# Sommer-Paralympics 2008/Teilnehmer (Zypern)
| stlisierte Goldmedaille | stlisierte Silbermedaille | stlisierte Bronzemedaille |
| ----------------------- | ------------------------- | ------------------------- |
| 1                       | 2                         | 1                         |

Zypern nahm mit fünf Sportlern an den Sommer-Paralympics 2008 im chinesischen Peking teil.
Die Flagge bei der Eröffnungsfeier trug die Schwimmerin Karolina Pelendritou. Mit je einer Gold- und Bronzemedaille war sie auch die erfolgreichste Athletin der zypriotischen Mannschaft.

## Leichtathletik
Männer
- Antonis Aresti, 2×  (200 Meter, 400 Meter; Klasse T46)
- Panayiotis Kyprianou

## Schießen
Männer
- Evripides Georgiou

## Schwimmen
Frauen
- Karolina Pelendritou, 1×  (100 Meter Brust, Klasse SB12), 1×  (200 Meter Lagen, Klasse SM12)

Männer
- Andreas Potamitis